# 王子と踊子

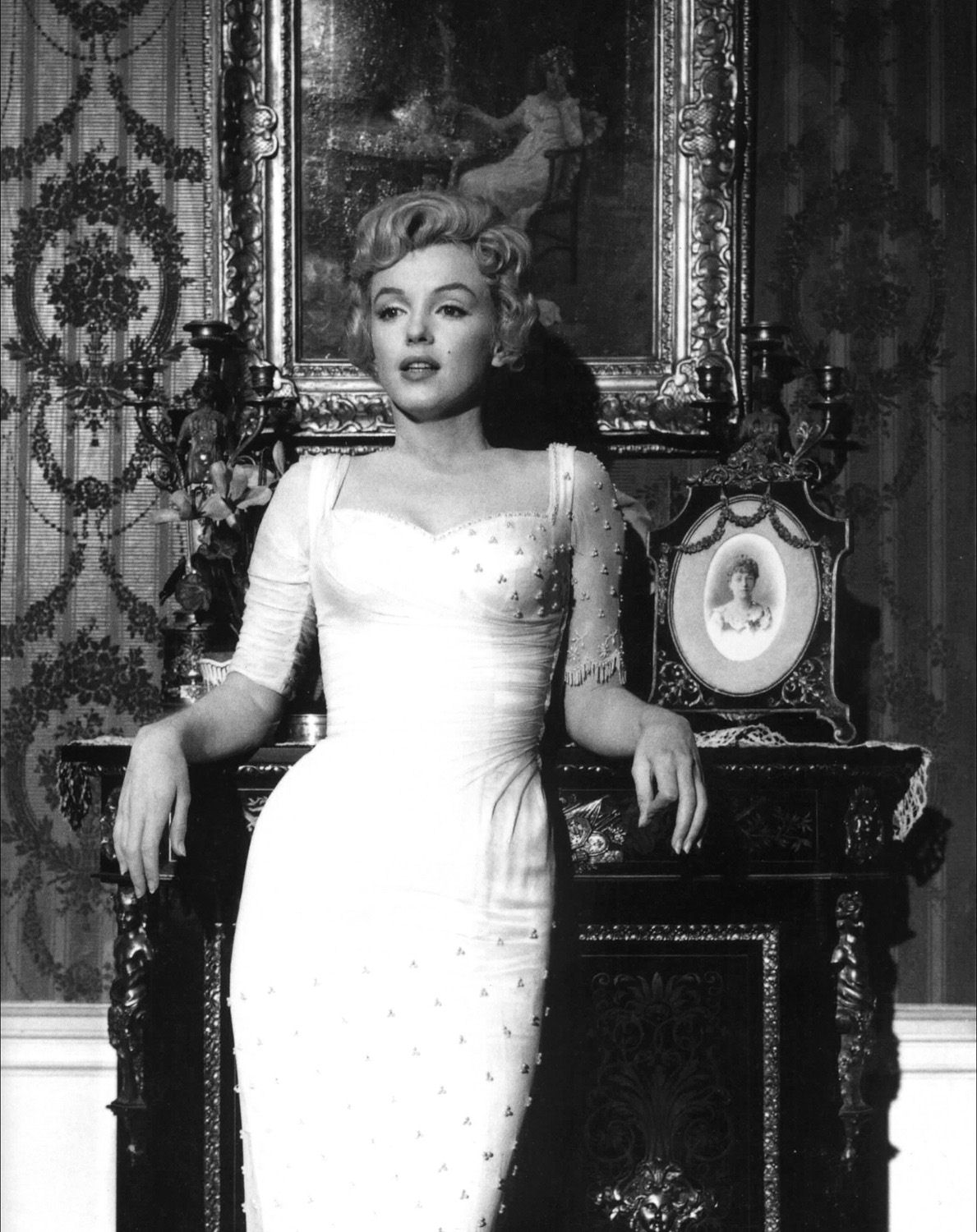
エルシー役のマリリン・モンロー(宣材写真)

『王子と踊子』（おうじとおどりこ、The Prince and the Showgirl）は、1957年のアメリカ合衆国のロマンティック・コメディ映画。ヨーロッパ某国の摂政大公とアメリカ人女優の恋愛を描いている。DVDのタイトルとしては『王子と踊り子』となっているものも存在する。
劇作家テレンス・ラティガンによる1953年のイギリスの舞台劇『眠りの森の王子』（ロンドンでの初演はローレンス・オリヴィエとヴィヴィアン・リーが主演）を原作としている。マリリン・モンローが映画化権を購入し、ラティガン本人が映画の脚本を担当した。
邦題では「Prince」を「王子」と訳しているが、この場合の「Prince（プリンス）」は「大公」の意味である。

## ストーリー
1911年6月、カルパチア王国の若き国王ニコラス8世（ジェレミー・スペンサー）とその実父で摂政であるチャールズ大公（ローレンス・オリヴィエ）は、ジョージ5世の戴冠式に出席するためにロンドンにやって来た。英国外務省が接待で連れて行ったミュージカルで、大公は端役のアメリカ人女優エルシー（マリリン・モンロー）と出会い、その可愛らしさに一目惚れする。カルパチア大使館に招待されたエルシーは大公の下心を見抜いて逃げ出そうとするが、高齢の無邪気な皇太后に気に入られ、王侯貴族に混じって戴冠式に列席することになる。
大公の息子である16歳の国王は、国の民主化を図るために、父親から政治の実権を奪う謀反を企てていた。大公はその計画を見抜き、常に国王を監視している。天真爛漫なエルシーは、父子の話し合いで問題を解決させるために、冷え切っている国王と大公の仲を取り持ち始める。
無邪気でセクシーなエルシーに翻弄されながらも大公はエルシーに惹かれ、2人は熱い一夜を過ごす。翌朝、浮かれた様子の大公は国王に対して父親としての愛情を率直に示す。大公は帰国にあたってエルシーを連れて行こうとするが、それを知ったエルシーは立場をわきまえ、やんわりと辞退する。大公とエルシーは互いに想いを残しながらも穏やかに別れる。大公を見送ったエルシーは、大公や皇太后、国王から授かった記念の品を大事そうに抱えて大使館を後にする。

## キャスト
- チャールズ大公: ローレンス・オリヴィエ - カルパチア王国摂政、現国王の実父。
- エルシー・マリーナ: マリリン・モンロー - アメリカ人女優。
- 皇太后: シビル・ソーンダイク（英語版） - カルパチア前国王の妃、現国王の祖母、チャールズ大公の義母。
- ノースブルック: リチャード・ワッティス（英語版） - 英国外務省職員。
- ニコラス8世: ジェレミー・スペンサー（英語版） - カルパチア国王。

## 日本語吹替
| 役名               | 俳優                   | 日本語吹き替え | 日本語吹き替え |
| 役名               | 俳優                   | フジテレビ版   | テレビ朝日版   |
| ------------------ | ---------------------- | -------------- | -------------- |
| チャールズ大公     | ローレンス・オリヴィエ | 久松保夫       | 黒沢良         |
| エルシー・マリーナ | マリリン・モンロー     | 向井真理子     | 向井真理子     |
| ニコラス8世        | ジェレミー・スペンサー | 安永憲自       | 水島裕         |
| 皇太后             | シビル・ソーンダイク   | 木下ゆず子     | 寺島信子       |
| ノースブルック     | リチャード・ワティス   | 真木恭介       | 大木民夫       |
| ホフマン大佐       | エズモンド・ナイト     | 緑川稔         | 宮川洋一       |
| サニングデール婦人 | マキシン・オードリー   |                |                |
| コールボーイ       | ハロルド・グッドウィン |                |                |
| メイジー           | ジーン・ケント         |                | 前田敏子       |
| 外務官             | デヴィッド・ホーン     |                |                |

- フジテレビ版：放送1973年1月19日『ゴールデン洋画劇場』
- テレビ朝日版：放送1981年3月22日『日曜洋画劇場』